# Фурино, Джузеппе
Джузе́ппе Фури́но (итал. Giuseppe Furino, 5 июля 1946, Палермо) — итальянский футболист, опорный полузащитник. Восьмикратный чемпион Италии. В течение 10 лет являлся капитаном туринского «Ювентуса». Вместе с Джованни Феррари является одним из двух восьмикратных чемпионов Италии по футболу.

## Карьера игрока
После нескольких лет, проведённых в низших лигах, в 1969 году с ним заключил контракт туринский «Ювентус». Среди чёрно-белой торсиды он считается одним из самых преданных игроков клуба. За более чем 10 лет он выиграл 8 скудетто, 2 кубка Италии, 1 Кубок УЕФА и 1 Кубок обладателей кубков.
Закончил карьеру, проведя 361 матч в Серии А за 15 сезонов в «Ювентусе».

## Достижения
Национальные клубные турниры
- Чемпион Италии (8): 1972, 1973, 1975, 1977, 1978, 1981, 1982, 1984
- Обладатель Кубка Италии (2): 1979, 1983

Международные клубные турниры
- Обладатель Кубка УЕФА: 1977
- Обладатель Кубка обладателей кубков: 1984

Международные турниры сборных
- Финалист чемпионата мира 1970 года